# Peel en Maas

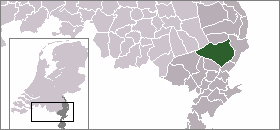
Lägeskarta

Peel en Maas är en kommun i provinsen Limburg i Nederländerna. Kommunens totala area är 161,35 km² (där 1,91 km² är vatten) och invånarantalet är på 43 295 invånare (2017).